# Ночета
Ночета (фр. Noceta, корс. Nuceta) — коммуна во Франции, находится в регионе Корсика. Департамент коммуны — Верхняя Корсика. Входит в состав кантона Веццани. Округ коммуны — Бастия.
Код INSEE коммуны — 2B177.

## Население
Население коммуны на 2008 год составляло 61 человек.
| 1962 | 1968 | 1975 | 1982 | 1990 | 1999 | 2008 |
| ---- | ---- | ---- | ---- | ---- | ---- | ---- |
| 107  | 103  | 84   | 54   | 53   | 54   | 61   |

## Экономика
В 2007 году среди 32 человек в трудоспособном возрасте (15—64 лет) 21 были экономически активными, 11 — неактивными (показатель активности — 65,6 %, в 1999 году было 40,0 %). Из 21 активных работали 18 человек (8 мужчин и 10 женщин), безработных было 3 (1 мужчина и 2 женщины). Среди 11 неактивных 4 человека были учениками или студентами, 3 — пенсионерами, 4 были неактивными по другим причинам.